# Ernst Rosén
Ernst Rosén är en fastighetskoncern i Göteborg. Bolaget grundades av Ernst Rosén som en byggnadsfirma och har sedan utvecklats till en fastighetskoncern som är en av de större privata fastighetsägarna i Göteborg. I Ernst Rosén ingår Nääs Fabriker, Vallda Golf & Country Club, Barsebäck Resort, Aranäs Fastigheter och Örgryte Bostads AB.
Ernst Rosén hade arbetat som textilarbetare när han som byggledare tog över byggnadsfirman han arbetade på 1952. Utifrån en byggrätt kunde verksamheten byggas upp. 
Byggmästarkonsortiet KB Vegabyggen bildades 1959 och bestod av de fyra göteborgsbyggmästarna Walter Lundborg, Ernst Rosén, Ivar Kjellberg och Holger Blomstrand. Vegabyggen stod för 1 700 av lägenheterna i projektet Nordostpassagen ritade av Lund & Valentin arkitekter. 
Företaget togs senare över av sonen Benny Rosén och drivs idag av den fjärde generationen ur grundarfamiljen.
Ernst Rosén har under många år varit en betydande sponsor till Örgryte IS och Benny Rosén var ordförande i föreningen 1993–2000.